# Émiéville
Émiéville település Franciaországban, Calvados megyében. Lakosainak száma 626 fő (2022. január 1.). Émiéville Banneville-la-Campagne, Cagny, Frénouville és Vimont községekkel határos.

## Népesség
A település népességének változása:
| Lakosok száma | 198  | 280  | 356  | 415  | 583  | 582  | 588  | 618  | 633  | 626  |
|               | 1968 | 1982 | 1990 | 2006 | 2013 | 2015 | 2017 | 2019 | 2020 | 2022 |